# بخش باران
بخش باران (به انگلیسی: Baran district) یک منطقهٔ مسکونی در هند است که در Kota division واقع شده‌است. بخش باران ۶٬۹۹۲ کیلومتر مربع مساحت و ۱٬۲۲۲٬۷۵۵ نفر جمعیت دارد و ۲۶۲ متر بالاتر از سطح دریا واقع شده‌است.